# Бобер (село)
Бобер — колишнє село в Україні, яке було виселено через наслідки аварії на ЧАЕС. Знаходиться в Вишгородському районі Київської області. Через Бобер проходить автошлях Р 02. Розташоване за 115 км від Києва, та за 15 км від колишнього райцентру Поліського.
За Сповідними відомостями, у 1798 році у Бобрі налічувалося 11 дворів, в яких проживали сім'ї з прізвищами Бобрієнко, Чорноштан, Гончар, Комар, Слободняк, Хмара, Флорко. Всього 91 особа.
1887 р. населення становило 290 осіб. 1900 року у 64 дворах мешкало 433 особи. У селі існувала синагога, діяла школа грамотності. Діяли кузня та завод з виробицтва прохолоджувальних напоїв.
В селі були маслозавод, восьмирічна школа, 2 клуби та бібліотека. Населення напередодні аварії на ЧАЕС становило бл. 1 тис. мешканців (у 1971 році — 935 осіб) та було 290 дворів. Село було центром сільської ради та єдиним населеним пунктом, підпорядкованим їй. Село підпорядковувалося Поліському району.
Виселене у 1986 році внаслідок сильного радіоактивного забруднення в село Середівка (Згурівський район). Офіційно зняте з обліку 1999 року через відсутність населення.
Після Чорнобильської катастрофи село увійшло до 30-кілометрової зони відчуження.
З лютого по квітень 2022 року село було окуповане російськими військами внаслідок вторгнення 2022 року.